# Hutisko-Solanec
Hutisko-Solanec é uma comuna checa localizada na região de Zlín, distrito de Vsetín.
Na aldeia de Hutisko-Solanec há um monumento a Charlotte Garrigue-Masaryková. O monumento foi construído em 1926 pelo professor gerente C. Mach com os seus alunos e encontra-se no vale da parte local de Za Kopcem (49°25′14" N, 18°12′15" E).